# Knowing Me, Knowing You
(Ritornello di Knowing Me, Knowing You.)
Knowing Me, Knowing You è un singolo del gruppo musicale svedese ABBA, uscito nel 1977.

## Descrizione
Ultimo estratto dal fortunatissimo album Arrival (e successivamente incluso in ABBA Gold), Knowing Me, Knowing You è rimasto nella memoria soprattutto nel Regno Unito, dal momento che la canzone fu raccolta come nome di un popolare talk show di Steve Coogan.
Registrata a Stoccolma nel 1976 e inserito in Arrival, il brano fu scelto come terzo e ultimo singolo e riscosse un grande successo (per quanto non paragonabile ai precedenti Fernando e Dancing Queen). Sul lato B è incisa Happy Hawaii, che sarà riarrangiata e trasformata in Why Did It Have to Be Me, interpretata da Björn Ulvaeus e dal testo differente. Tornando al lato A, quasi esclusivamente cantata da Anni-Frid Lyngstad, la canzone è la prima a parlare di rottura di un rapporto, circostanza che sarà trattata con toni ben più marcati successivamente, quando ai due divorzi che coinvolsero i membri del gruppo saranno dedicati The Winner Takes It All e One of Us. Ne esiste inoltre una versione in spagnolo dal titolo Conosciéndome, conosciéndote. La canzone è legata a un video ambientato nei paesaggi nevosi della loro Svezia, la cui interpretazione mette in evidenza anche l'intreccio di voci del ritornello, dove prendono parte anche le voci maschili. Tra i loro singoli fortunati, è la loro prima "ballad" a conquistare le vette delle classifiche mondiali.

## Successo commerciale
Pur non emulando il successo di Dancing Queen, Knowing Me, Knowing You riscosse un'enorme fortuna sia in Europa (nel Regno Unito e in Germania Ovest raggiunse la vetta, mentre entrò nella top ten in Belgio, Svezia, Svizzera, Paesi Bassi e Norvegia) che nei Paesi toccati dall'"ABBAmania" (Messico, Australia e Nuova Zelanda).

## Tracce
1. Knowing Me, Knowing You – 4:02 (Andersson, Anderson, Ulvaeus)
2. Happy Hawaii – 4:26 (Anderson, Andersson, Ulvaeus)

## Cover
Del brano sono state eseguite numerose cover, nel 2016 da parte del chitarrista dei The Mission Mark Thwaite con lo pseudonimo MGT, con alla voce il cantante degli HIM Ville Valo.